# Monastère de Ripoll

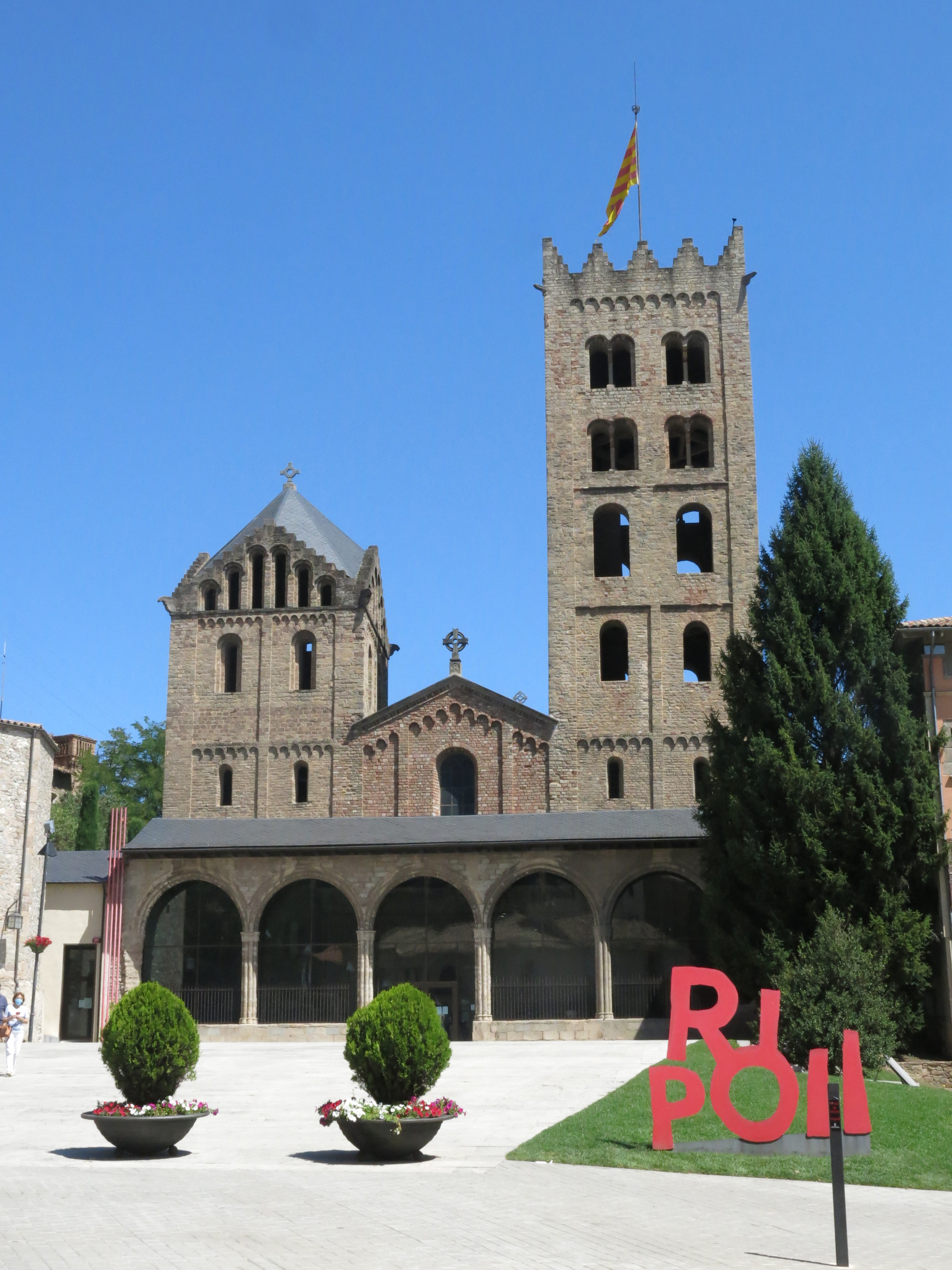
Façade du monastère de Ripoll.

Le monastère de Santa Maria de Ripoll est un monastère bénédictin situé à Ripoll, dans la province de Gérone en Catalogne (Espagne).
Il s'agit de l'un des principaux complexes romans de la région, l'un des plus fameux de tous.

## Histoire
Il existe plusieurs légendes. Cependant la première référence documentée de l'image de la Vierge date du 25 avril 880, lorsque l'évêque Gotmar de Vic la trouva, prévenu par des bergers de la présence d'étranges lumières apparaissant tous les samedis dans les montagnes,. La Reconquête fut menée par le comte Guifred le Velu dans la vallée de Ripoll et les montagnes de Montserrat. Il fonda le monastère en 880,, laissant son fils Radulfo au monastère, afin qu'il fut éduqué selon les normes monastiques. Plus tard, Radulfo fut nommé abbé de Ripoll et évêque d'Urgell. Peu de temps après, Guifred agit de même avec sa fille Emma (es) pour laquelle il fonda le monastère de Sant Joan de les Abadesses, situé près de celui de Ripoll. Le monastère s'étendit et prospéra rapidement. Il fut à nouveau consacré en 935, 977 ainsi qu'en 1032. Une communauté monastique ne s'établit que plus tard. La première référence aux "moines de Sainte Marie" date de 1025, et en 1035 celle, écrite, d'une communauté stable.
Santa María de Ripoll se transforma en un important centre culturel, notamment grâce à sa collection de documents écrits. Au milieu du Xe siècle, on trouvait 66 manuscrits. Certains de ces manuscrits sont des traductions latines d'ouvrages de langue arabe, notamment en mathématique. La renommée du monastère en la matière amène Gerbert d'Aurillac, le futur pape Sylvestre II, à résider pendant 3 ans dans l'abbaye, entre 967 et 970 pour réaliser son quadrivium. En 1008, on en comptait déjà 121, qui passèrent à 246 à la mort de l'abbé Oliva de Besalù en 1046. La plupart de ces manuscrits étaient copiés et retranscrits au monastère, dans le "scriptorium". De toute cette collection, l'exemplaire connu sous le nom de la Bible de Ripoll en est le plus précieux. Ses nombreuses illustrations et une série de textes d'introduction en font une espèce d'encyclopédie du texte sacré. Dans ces murs fut également rédigée, à la fin du XIIIe siècle, la Gesta Comitum Barcinonemsum, considérée comme la première histoire de Catalogne.

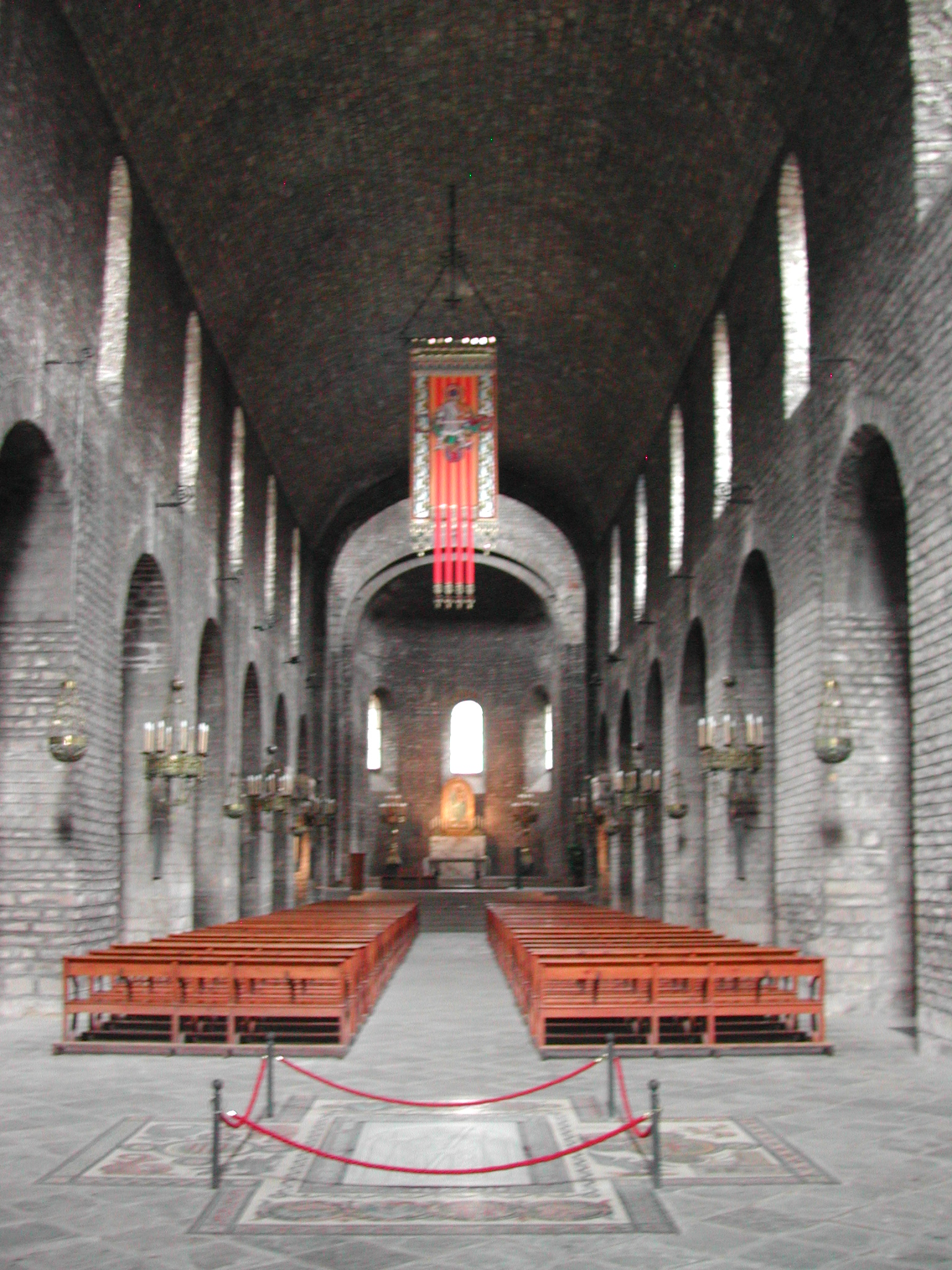
Vue de l'intérieur de l'église.

Oliva se chargea d'agrandir les domaines de Santa María en fondant de nouveaux monastères, tels celui de Montserrat et l'Abbaye Saint-Martin du Canigou.
À partir de 1070 le monastère dépendit de l'abbaye Saint-Victor de Marseille, dépendance qui dura jusqu'en 1169. Jusqu'au XVe siècle, Santa María de Ripoll constitue le principal centre religieux de Catalogne. Cependant, avec la perte du contrôle sur le monastère de Montserrat, son rayonnement décline.
Le 2 février 1428, un fort tremblement de terre dévaste la comarque du Ripollés. Le séisme d'une intensité IX sur l'échelle de Mercalli fut l'un des plus intenses connus dans l'histoire de Catalogne. Il détruisit complètement un des clochers du monastère et endommagea considérablement le reste de l'édifice. Les parties détériorées furent reconstruites selon les critères de l'architecture gothique.
La sécularisation du monastère se produisit en 1835. Les moines abandonnèrent le monastère qui fut ravagé et incendié. L'édifice tombait peu à peu : en 1847 une partie du cloître disparut ; en 1856 la tour du palais abbatial. De plus, le palais abbatial, la halle au blé et d'autres édifices furent considérées comme une carrière, les pierres furent vendues.
En 1886, l'évêque Josep Morgades i Gili, à ce moment évêque de Vic, ordonna la reconstruction du monastère, l'architecte Elies Rogent s'en chargea. La restauration, financée en grande partie par des dons privés, se termina le 10 juillet 1893 par une nouvelle consécration de la basilique. La restauration, néanmoins, modifia notablement l'aspect original de l'édifice, car l'architecte ajouta certains éléments qui n'existaient pas, tels une coupole ou une série de colonnes séparant les nefs latérales. En 1931 le monastère de Santa María de Ripoll a été déclaré Monument Historico-Artistique. Le jour de la consécration, les dépouilles mortelles des Comtes de Barcelone et des abbés qui avaient échappé à l'incendie furent transportées à nouveau dans le monastère.

## L'édifice

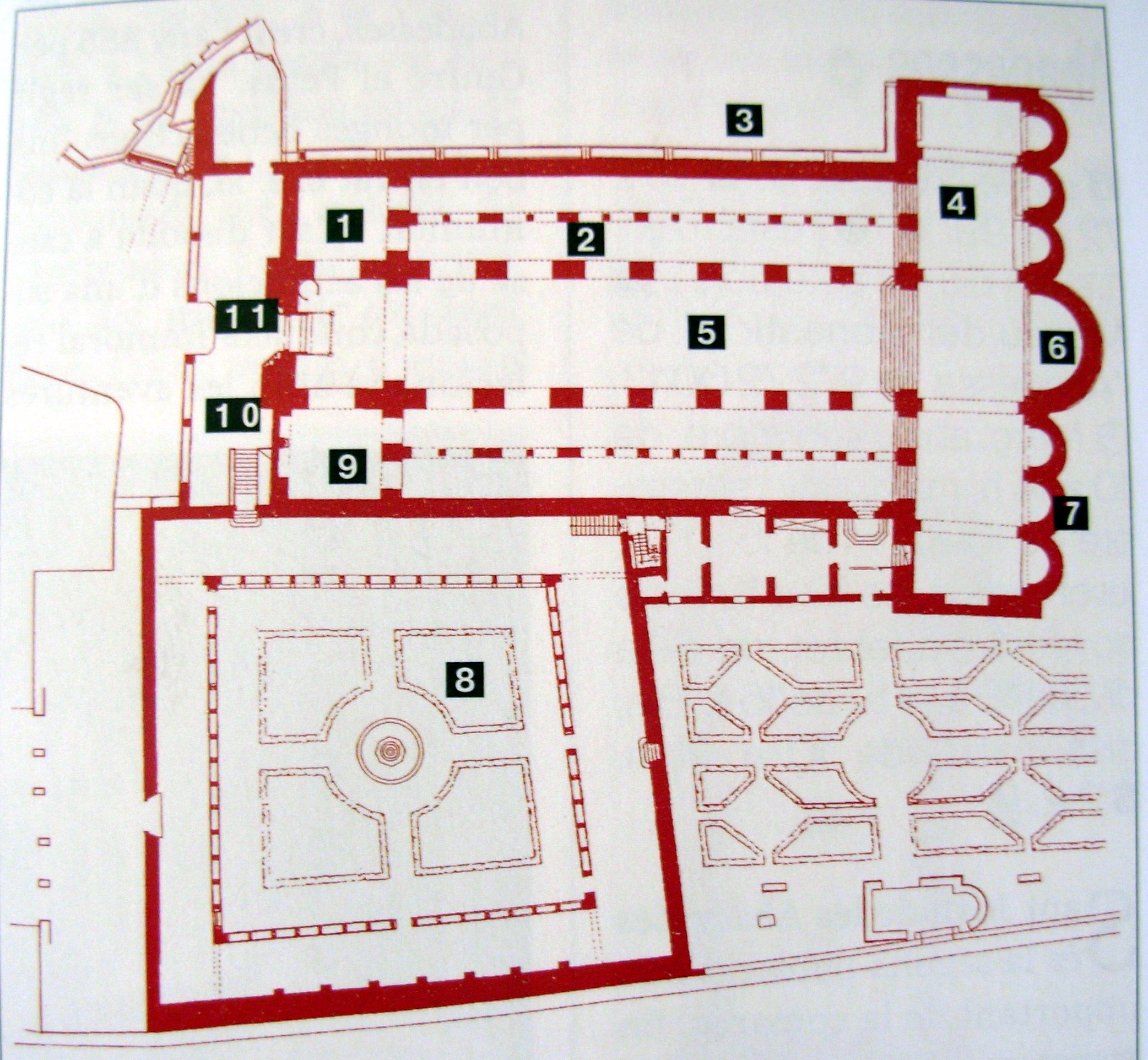
Plan du monastère de Santa María de Ripoll.

L'église que l'on peut observer actuellement provient de la reconstruction du XIXe siècle effectuée par Elies Rogent qui se basa sur les œuvres des principaux abbés de Ripoll: l'abbé Arnulfo (qui l'imagina) et l'abbé Oliva (qui la construisit). Arnulfo ordonna la construction d'une église comportant cinq vaisseaux, cinq absides, se terminant en voûtes en berceau ; Oliva augmentant les absides au nombre de sept. L'église a des dimensions de 60 mètres de large pour 40 mètres de long.
Oliva se chargea d'ajouter un transept et sept absides ; il ouvrit la crypte et en encadra l'entrée avec un portique décoré de deux clochers de chaque côté. Les travaux d'extension de l'abbé Oliva se conclurent en 1032. La reconstruction réalisée en 1830 ne laissa que trois nefs sur les cinq initiales. Dans le transept de la basilique sont enterrés les comtes de Besalú et certains comtes de Barcelone, depuis Guifred le Velu à Raimond-Bérenger IV.

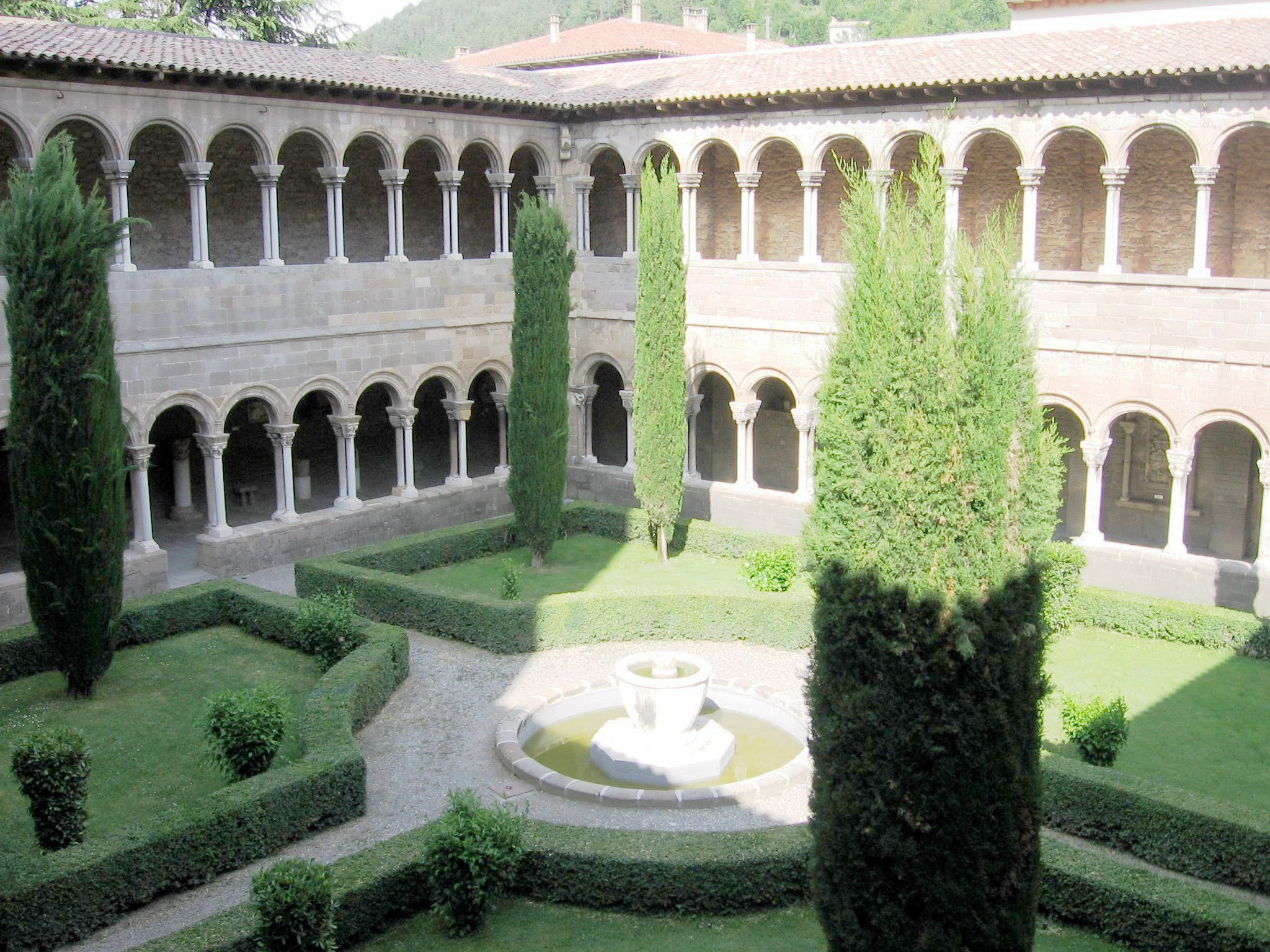
Cloître du monastère de Santa María de Ripoll.

Le cloître se dispose sur deux étages. La construction du premier étage débuta aux alentours du XII° siecle mais ne s'acheva qu'au début du XVe siècle. L'étage supérieur s'érigea entre les XVe et XVIe siècles. Il se structure, de chaque côté, par treize arcs semi-circulaires aux chapiteaux inspirés par l'ordre corinthien. Chaque chapiteau possède un dessin original inspiré par des thèmes variés : depuis la mythologie classique au quotidien. Les chapiteaux furent élaborés par les sculpteurs Pere Gregori et Jordi de Déu (en).
La façade de près d'un mètre d'épaisseur est composée par une série de blocs de pierre adossés au mur de l'église. Elle a été sérieusement endommagée par les incendies consécutifs à la sécularisation des lieux, puis par les travaux de rénovation. Cependant, il s'agit d'une pièce importante, sommet de la sculpture de l'art roman catalan. Malgré un ensemble complexe d'images, leur représentation détonne par sa simplicité.

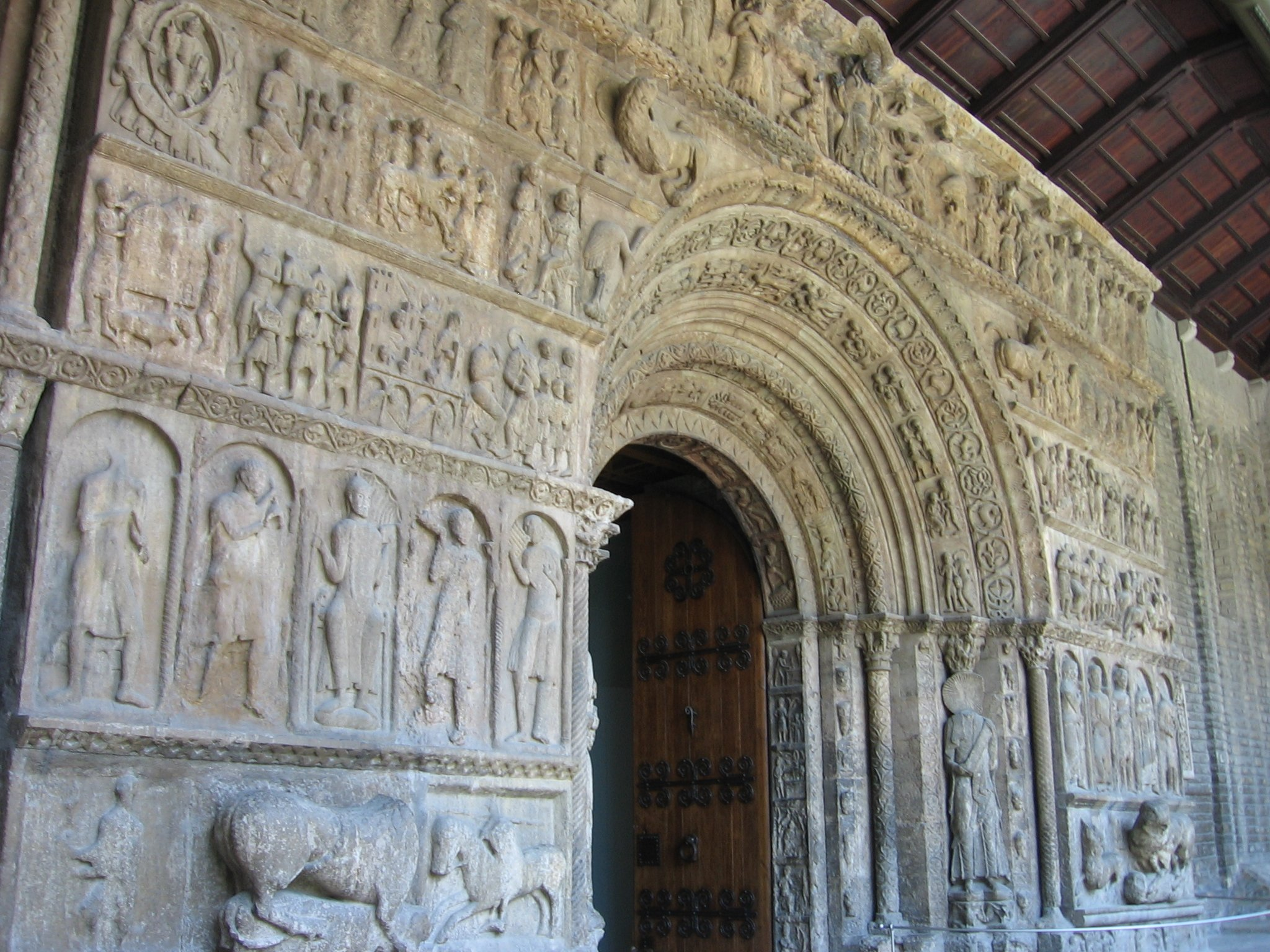
Portique de Santa María de Ripoll.

La partie frontale du portail est couverte par un relief réalisé au milieu du XIIIe siècle. Des correspondances stylistiques sont manifestes entre le portique et le sarcophage de Raimond-Bérenger III de Barcelone ainsi qu'une aile du cloître : l'élaboration des reliefs est donc postérieure à la mort du comte. Le relief est divisé en sept franges horizontales. Les deux franges supérieures représentent la divinité sur le trône (Christ pantocrator) entouré des symboles des quatre évangélistes (le Tétramorphe); elles se complètent par la représentation des bienheureux et des vieillards de l'apocalypse, ceux qui agirent avec sagesse et justice pouvant ainsi se consacrer pour l'éternité à l'adoration de la divinité.
Les deux franges centrales retracent l'histoire de David et Salomon (à gauche) et celle de Moïse à droite. À hauteur des yeux, David est représenté entre les musiciens, tandis qu'à droite, Les tables de la loi sont remises à Moïse, Aaron, un prince (impossible à identifier) et à un évêque. Sur la partie inférieure apparaissent divers animaux mythiques, identifiés communément comme les visions du prophète Daniel.
Le portique comporte deux statues, maintenant pratiquement détruites, dédiées à l'apôtre Pierre et à  Paul de Tarse, gardiens de la porte de la basilique. Diverses scènes sont gravées autour de ces statues : le cercle de Caïn et Abel, celui de Jonas, etc. Cet ensemble est complété par une représentation des douze mois de l'année.
Ce portique en avant-corps de l'abbatiale a été traité comme un arc de triomphe. Yves Christe a mis en rapport ce portique avec l'arc d'Éginhard en lui ajoutant des volontés typologiques.

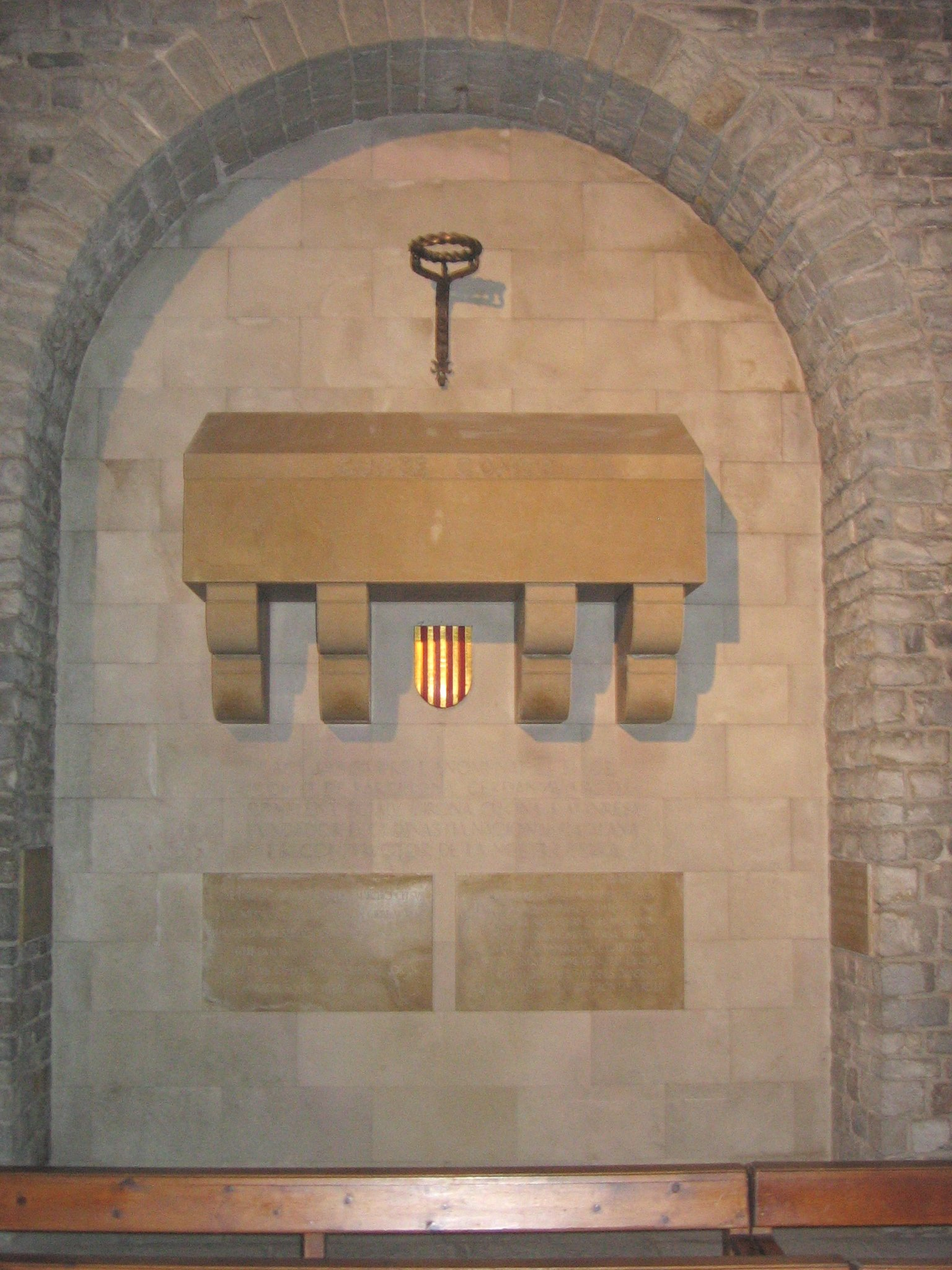
Tombe de Guifred le Velu.
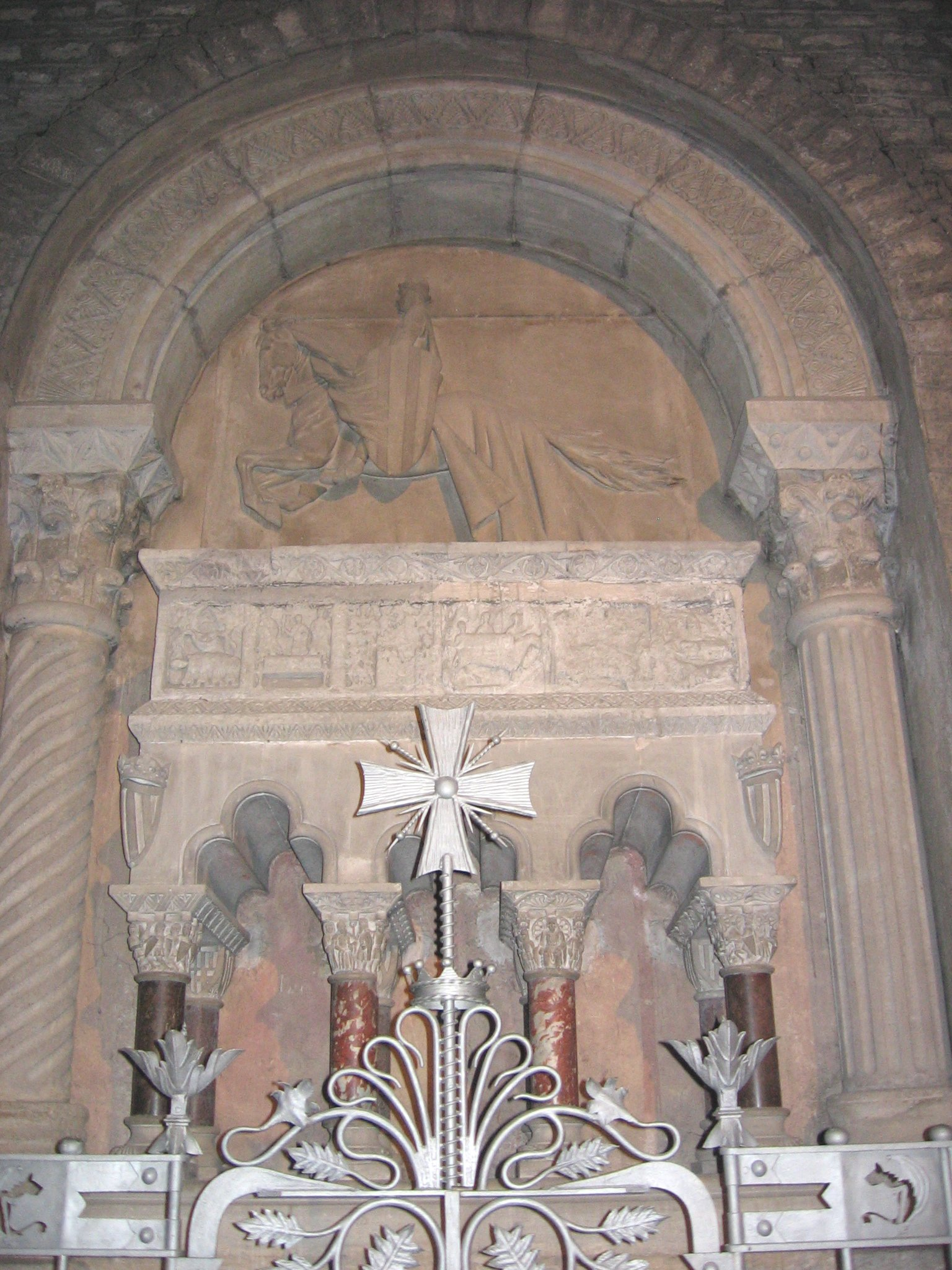
Tombe de Raimond-Bérenger III de Barcelone.